# Antoine Froment
Antoine Froment, né à Mens dans le Dauphiné en 1509 et mort à Genève le 6 novembre 1581, est un réformateur et pasteur genevois. Il est considéré, au même titre que Jean Calvin ou Guillaume Farel - dont il a été l'élève et qu'il a suivi dans plusieurs villes de Suisse romande -, comme un précurseur de la Réforme protestante à Genève,.
Le 1er janvier 1533, il prêche à la place du Molard, à Genève. Mis en garde par le Conseil de la ville, il devra, quelques jours plus tard, quitter Genève. Il retourne alors à Yvonand, paroisse dont il avait la charge comme pasteur depuis deux ans.
Il est également l'époux de la théologienne Marie Dentière, veuve de Simon Robert - seule femme à avoir son nom inscrit sur le Monument international de la Réformation.
Outre sa carrière théologique, il a aussi mené une carrière littéraire. De 1549 à 1552, il a été l'assistant du chroniqueur et historien genevois François Bonivard.
Il est aussi l'auteur de «Les actes et gestes merveilleux de la cité de Genève, nouvellement convertie à l’Évangile».
Il est mort à Genève le 6 novembre 1581.